# Harold Macmillan
Pour les articles homonymes, voir MacMillan.
Harold Macmillan, né le 10 février 1894 à Chelsea et mort le 29 décembre 1986 à Chelwood Gate, est un homme d'État britannique. Membre du Parti conservateur, il occupe le poste de Premier ministre du Royaume-Uni de 1957 à 1963. Il est fait vicomte Macmillan d'Ovenden et 1er comte de Stockton.

## Biographie

### Jeunesse
Harold Macmillan est issu d'une famille écossaise. Il est le petit-fils de l'éditeur Daniel MacMillan, l'un des fondateurs de la maison d'édition Macmillan Publishers. Il étudie au collège d'Eton, puis obtint un First Degree en Literae Humaniores (études classiques) au Balliol College de l'université d'Oxford.
Engagé volontaire comme sous-lieutenant des Grenadier Guards le 19 novembre 1914,, il combat sur le front occidental durant la Première Guerre mondiale. Il est blessé à la main et à la tête à Loos en septembre 1915 puis au visage à Ypres en 1916. Il est une nouvelle fois blessé à la cuisse à la bataille de Flers-Courcelette en septembre 1916. Par la suite il n’est plus affecté en première ligne. Il est nommé capitaine honoraire après la guerre.

### Carrière politique
Parlementaire conservateur de Stockton-on-Tees de 1924 à 1945 (avec une interruption de 1929 à 1931), Harold Macmillan s'oppose à la politique d'apaisement de Neville Chamberlain. Il entre en 1940 au ministère du Ravitaillement et devient, de 1942 à 1945, ministre résident auprès du quartier général en Afrique du Nord, à Alger. De concert avec le ministre des Affaires étrangères Anthony Eden, il s'y montre rapidement favorable au général de Gaulle, qu'il admire. Il s'efforce d'amortir les fréquentes disputes entre le chef de la France libre et le Premier ministre Winston Churchill, et de contrecarrer les initiatives du président américain Franklin Delano Roosevelt visant à fragiliser de Gaulle,.
Dans les cabinets Churchill et Eden, il est successivement ministre du Logement (1951), ministre de la Défense (1954-1955), secrétaire aux Affaires étrangères (mai-décembre 1955) et chancelier de l'Échiquier à compter du 22 décembre 1955. Partisan de l'intervention en Égypte qui va déclencher la crise du canal de Suez, il s'abstient néanmoins d'emprunter auprès du Fonds monétaire international, comme l'ont fait les Français, pour couvrir les besoins de change durant le conflit. Or début novembre 1956, les États-Unis, qui désapprouvent l'intervention, opèrent des ventes massives de livre sterling contre dollar. Le 6 novembre, il annonce aux membres du gouvernement une baisse des réserves britanniques de 285 millions de dollars, emportant la décision d'arrêt du conflit, alors qu'elle n'était en réalité que de 85 millions de dollars. Cette attitude a conduit les historiens anglais à se demander si Macmillan n'avait pas tendu un piège à Anthony Eden afin de pouvoir lui succéder au poste de Premier ministre.

### Premier ministre

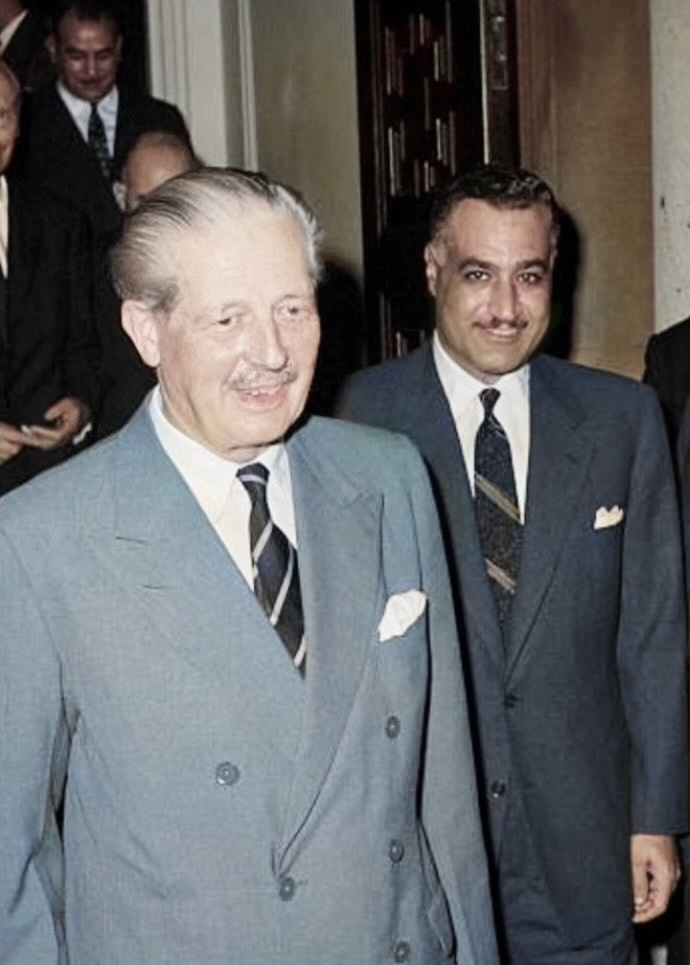
Macmillan rencontre le président égyptien Gamal Abdel Nasser en marge de Assemblée générale des Nations unies, 1960

Le 10 janvier 1957, Harold Macmillan succède à Eden à la tête du gouvernement comme Premier ministre. Comme son prédécesseur, il est obsédé par le renversement de Nasser, considéré comme l'ennemi juré de la Grande-Bretagne, surtout après la création, en février 1958, de la République arabe unie de Syrie et d’Égypte, opposée aux régimes hachémites pro-britanniques de Jordanie et d’Irak. Le 14 juillet 1958, le général Kassem renverse le roi Fayçal d’Irak et massacre la famille royale. Le 20 juillet, dans le cadre de la « doctrine Macmillan », la Grande-Bretagne envoie des parachutistes en Jordanie pour prévenir une tentative de coup d'État contre le roi Hussein, tandis que les Marines américains débarquent au Liban, où Camille Chamoun, le leader chrétien maronite doit faire face à une violente opposition soutenue par l’Égypte.
L’intervention de l'armée britannique à Oman en 1958-1959 s’inscrit également dans cette politique d’endiguement. De juillet à octobre 1961, des soldats britanniques stationnent au Koweït, menacé par le nouveau pouvoir irakien qui considère ce pays comme une province d’Irak. C’est Macmillan qui transforme le port d’Aden, sous protectorat britannique, en une puissante base navale et aérienne et y installe en 1960 le quartier général du commandement du Moyen-Orient (Middle East Command). En 1962, Macmillan charge son ministre de l’Air et gendre Julian Amery d’organiser une opération d’assistance militaire à la résistance royaliste yéménite en lutte contre les troupes d’occupation égyptiennes.
Deux interventions de Macmillan sont restées célèbres. Lors de la campagne électorale de 1959, il déclare : « La plupart de nos concitoyens n'ont jamais vécu aussi bien qu'aujourd'hui. » Repris par les journaux comme « Vous n'avez jamais vécu aussi bien » (You've never had it so good), ce slogan devint le leitmotiv de la campagne des conservateurs, qui sortent vainqueurs des élections. En effet, malgré la continuité, pour une minorité, d'une grande pauvreté, les années 1950 et 1960 procurent à la majorité des gens ordinaires un niveau de vie dont leurs parents n'avaient osé rêver.
Le 3 février 1960, Macmillan annonce, lors d'un discours devant les députés blancs d'Afrique du Sud, qu'un « vent de changement » (Wind of Change) souffle sur l'Afrique. Sans le dire explicitement, ce discours suggère que la décolonisation est inévitable, et qu'il vaut mieux accepter cet état de fait. Son mandat voit effectivement la décolonisation britannique se poursuivre, avec l’accession à l’indépendance du Ghana et de la Malaisie en 1957, du Nigeria en 1960 et du Kenya en 1963. Lors du même discours, Macmillan critique également la politique d'apartheid menée par l'Afrique du Sud, contrairement à ses prédécesseurs qui la toléraient, ce qui crispe durablement les relations entre les deux États.
Miné par le veto de Charles de Gaulle à l'entrée de la Grande-Bretagne dans le Marché commun, et affaibli par des scandales, notamment l'affaire Profumo, il démissionne du poste de Premier ministre le 19 octobre 1963.

### Honneurs
Harold Macmillan est décoré de l’ordre du Mérite le 2 avril 1976. Le 24 février 1984, il est fait vicomte Macmillan d'Ovenden et comte de Stockton (Knight Bachelor's Badge, appellation Sir), Il meurt le 29 décembre 1986.

## Dans la fiction
Dans la série télévisée The Crown (2017), son rôle est interprété par Anton Lesser.

## Sources
- Roger Faligot Les services spéciaux de sa Majesté - Messidor/ Temps Actuels – 1982. Dans le chapitre 3, il aborde l’intervention des Britanniques à Oman et Mascate en 1958-59.
- Colonel David Smiley, Au cœur de l'action clandestine. Des Commandos au MI6, L'Esprit du Livre Éditions, 2008 (traduction de (en) Irregular regular, 1994). Les mémoires d'un officier du SOE en Albanie puis du SOE en Asie du Sud-Est pendant la seconde guerre mondiale puis du MI6 (Albanie, Oman, Yémen).
- (fr) Biographie sur le site du premier ministre du Royaume-Uni
- (en) Stephen Dorril MI6: Inside the Covert World of Her Majesty's Secret Intelligence Service - The Free Press - New York - 2000  (ISBN 0-7432-0379-8). Écrit par un journaliste britannique spécialiste du renseignement, toutes le opérations du MI6 sont détaillées. Index en ligne. H. Macmillan est cité à de nombreuses reprises

## Mémoires
- Harold Macmillan, At The End of the Days 1961-1963,  First Editions, 1973.